# نائب رئيس جمهورية أنغولا
نائب رئيس جمهورية أنغولا هو ثاني أعلى منصب سياسي في أنغولا.
عين فرناندو دا بيدادى دياس دوس سانتوس إلى شغل المنصب في فبراير 2010. إلى حدود سبتمبر 2012، خلفه بعد ذلك مانويل فيسينتي.